# Tháng 1 năm 2008
Trang này liệt kê những sự kiện quan trọng vào tháng 1 năm 2008.

## Thứ ba, ngày1 tháng 1
- Síp và Malta gia nhập Eurozone khi thay thế bảng Síp và lira Malta bằng đồng euro.

## Thứ tư, ngày2 tháng 1
- Giá dầu mỏ tăng kỷ lục, đạt tới mức 100 đô la Mỹ một thùng dầu lần đầu tiên trong lịch sử.

## Thứ sáu, ngày4 tháng 1
- Cựu Tổng thống Indonesia Suharto được đưa vào bệnh viện vì bệnh thiếu máu và hạ huyết áp.

## Chủ nhật, ngày6 tháng 1
- Tổng thống Gruzia Mikhail Saakashvili được bầu lại với gần 53% số phiếu.

## Thứ năm, ngày10 tháng 1
- Hãng xe Ấn Độ Tata Motors tuyên bố xe hơi rẻ nhất trên thế giới, Tata Nano, có giá 100.000 rupee (2.500 USD).

## Thứ sáu, ngày11 tháng 1
- Edmund Hillary, một trong hai người đầu tiên leo lên đỉnh Everest, qua đời ở tuổi 88 tại Auckland, New Zealand.

## Thứ bảy, ngày12 tháng 1
- Quốc Dân Đảng và các đảng đồng minh thắng với đa số lớn trong cuộc bầu cử tại Trung Hoa Dân Quốc (Đài Loan) và nắm 76% của các ghế trong Lập Pháp Viện.

## Thứ hai, ngày14 tháng 1
- Tàu MESSENGER của NASA trở thành tàu vũ trụ đầu tiên bay qua Sao Thủy sau 33 năm.

## Thứ năm, ngày17 tháng 1
- Kiện tướng cờ vua người Mỹ Bobby Fischer qua đời ở tuổi 64 tại Iceland.

## Thứ ba, ngày22 tháng 1
- Iraq đổi qua quốc kỳ tạm thời, dời ba hình sao tượng trưng cho Đảng Baath; cờ mới sẽ được chọn năm nay. VNN
- Heath Ledger, diễn viên chính của phim Brokeback Mountain, qua đời ở tuổi 28 tại thành phố New York.

## Thứ tư, ngày23 tháng 1
- Hàng trăm ngàn người Palestine tại dải Gaza tràn vào Ai Cập qua lỗ trong tường biên giới để mua những thứ cần thiết, sau một tuần bị Israel phong tỏa. BBC NYT TTO[liên kết hỏng] VNN VOA
- Ngân hàng Pháp Société Générale cáo buộc Jérôme Kerviel trong vụ mất 4,9 tỷ euro vì mua bán kỳ hạn bằng cách lừa đảo. BBC
- Thỏa thuận hòa bình kết thúc xung đột Kivu tại Cộng hòa Dân chủ Congo.

## Thứ năm, ngày24 tháng 1
- Sau khi thua phiếu bất tín nhiệm trong Thượng viện, Thủ tướng Ý Romano Prodi từ chức. BBC VNN VOA

## Chủ nhật, ngày27 tháng 1
- Cựu Tổng thống Indonesia Suharto qua đời, thọ 86, ba tuần sau khi được đưa vào bệnh viện. BBC

## Thứ tư, ngày30 tháng 1
- SEA-ME-WE 4 và FLAG, hai dây cáp viễn thông ngầm bằng sợi quang, bị đứt, gây ra trở ngại trong hệ thống Internet, TV, và điện thoại tại Trung Đông và Ấn Độ.